# Pachakutic
Pachakutic (Quechua) is een concept in de precolumbiaanse culturen van de Andes en betekent 'een verandering in de zon' of een beweging van de aarde, die een nieuwe tijd inluidt.
In de originele context had pachakutic te maken met een soort scheppingsmythe, dat veel in precolumbiaans Amerika voorkwam, waarin de tegenwoordige wereld verschillende scheppingscycli en vernieuwingen had doorgemaakt, en de tegenwoordige tijd   ook weer onderdeel was van een grotere cyclus. Pachacutic was de voleinding van deze cycli en de komst van een nieuw tijdperk.